# Rogier Postma
Rogier Postma (31 augustus 1973) is een Nederlandse televisiepresentator en documentairemaker. Hij is voornamelijk bekend als presentator van het programma Gamekings.
In 2006 verliet hij het programma en ging achter de schermen werken als onder andere eindredacteur van het programma 6pack en als regisseur voor diverse programma's van MTV.
In 2009 keerde hij voor één seizoen terug naar Gamekings om de internetsite onder zijn hoede te nemen en presenteerde enkele items. 
Tegenwoordig regisseert hij documentaires. Zo maakte hij in 2009 de documentaire Onko Chishin over de culturele betekenis van de Japanse tatoeagekunst. In de film volgt hij de Amsterdamse tatoeëerder Rob Admiraal op weg naar Japan.